# Пляжна боротьба на Всесвітніх пляжних іграх 2019
Змагання з пляжної боротьби на Всесвітніх пляжних іграх 2019 пройшли в столиці Катару Досі з 14 по 15 жовтня 2019 року. Змагання відбулися на пляжі Катар. Організатором змагань виступила Асоціація національних олімпійських комітетів.

## Призери

### Чоловіки
| Вагова категорія | Золото                                | Срібло            | Бронза          |
| ---------------- | ------------------------------------- | ----------------- | --------------- |
| 70 кг            | Леван Келехсашвілі                    | Панах Ільяслі     | Стефан Коман    |
| 80 кг            | Давид Хуцишвілі                       | Ібрагім Юсубов    | Василь Михайлов |
| 90 кг            | Мухамед Інам                          | Дато Марсагішвілі | Педро Гарсія    |
| 90+ кг           | Не дійсна станом на квітень 2021 року | Юфук Їлмаз        | Мамука Кордзая  |

### Жінки
| Вагова категорія | Золото               | Срібло                                | Бронза          |
| ---------------- | -------------------- | ------------------------------------- | --------------- |
| 50 кг            | Каміла Барбоса       | Не дійсна станом на квітень 2021 року | Міглена Селішка |
| 60 кг            | Франческа Інделікато | Мехліка Озтюрк                        | Шона Кемп       |
| 70 кг            | Тетяна Рентерія      | Аліна Бережна                         | Адіна Попеску   |
| 70+ кг           | Блісін Онєбучі       | Жанетт Немет                          | Ірина Пасічник  |

## Збірна команда України з пляжної боротьби

### Склад
Національний олімпійський комітет України затвердив склад збірної команди України з пляжної боротьби на Всесвітні пляжні ігри у 2019 році, члени якої є спортсменами Всеукраїнської Федерації пляжної боротьби України.
| Спортсмен       | Дата народження           | Вагова категорія | Місце |
| --------------- | ------------------------- | ---------------- | ----- |
| Аліна Бережна   | 3 січня 1991 (30 років)   | Жінки, 70 кг     | 2     |
| Ірина Пасічник  | 26 грудня 1998 (22 роки)  | Жінки, 70+ кг    | 3     |
| Василь Михайлов | 24 червня 1995 (26 років) | Чоловіки, 80 кг  | 3     |
| Семен Радулов   | 30 серпня 1989 (32 роки)  | Чоловіки, 70 кг  | -     |